# Ted Scott
Ted Scott (Columbus, 19 giugno 1985) è un ex cestista statunitense.

## Palmarès
- Campionato portoghese: 1

Benfica: 2011-2012